# Diavlo
Diavlo（ディアブロ）は日本の男性向けファッションブランド。アクセサリーとしてのベルトを専門に取り扱っている。ブランドコンセプトは「セクシー」＆「ゴージャス」。お兄系やギャル男ファッションの愛好家たちに支持されSHIBUYA109-2などに出店している。
姉妹ブランドとしてレディースベルトブランド、Twisty（トゥイスティ－）SHIBUYA109などに出店中）がある。